# FK Majdanpek
RFK Majdanpek é um clube de futebol sérvio, com sede em Majdanpek, Sérvia, fundado em 1934. 

Foi o clube formador do jogador Dejan Petković.